# Savogna d'Isonzo
Savogna d'Isonzo (Sovodnje ob Soči o Sovodnje pri Gorici in sloveno, Savogne di Gurize in friulano) è un comune italiano di 1 691 abitanti in Friuli-Venezia Giulia.

## Geografia fisica
Dal punto di vista geologico, il territorio si può dividere nettamente in due parti: una pianeggiante, situata tra i 40 e i 60 m s.l.m., e una carsica, culminante nei 276 metri del Monte San Michele, a copertura soprattutto boschiva, al contrario della precedente, in gran parte adibita a coltivazioni erbacee (mais e frumento), arboree (soprattutto vite) o prative.
Il territorio di Savogna è, come anticipato dal significato sloveno del nome, sito alla confluenza di due fiumi: il Vipacco, che lo attraversa secondo una direttrice grossolanamente est-ovest, lambendo l'altipiano carsico con un articolato disegno di anse, e l'Isonzo in cui confluisce e che delimita il territorio a ovest, poco lontano dal centro abitato di Savogna, in una zona di bosco golenale di discreto pregio naturalistico. Si tratta di due tipologie fluviali profondamente diverse: l'Isonzo è a carattere più torrentizio, con greto ciottoloso; il Vipacco è un fiume con minore portata, ma più costante e con greto fangoso.
Il Carso è un altipiano di rocce carbonatiche. L'unico insediamento propriamente carsico nel comune è la frazione di San Michele del Carso, abitato sparso a circa 2 chilometri a sud del capoluogo comunale. È coperto prevalentemente da boschi e da macchia, con numerose grotte, tra cui la grotta Regina del Carso, la grotta Vivisce che presenta tracce di vita preistorica, la grotta della Rupe.
Il territorio si articola in varie cime: la cima del monte San Michele, guarda verso la pianura friulana, mentre le cime Goličevnik e Brestovi guardano verso il Vallone, altro interessante fenomeno geologico situato nella parte orientale del Comune; tra di esse lo Škofnik. Il Vallone si diparte dalla frazione di Gabria, prosegue nei comuni di Doberdò del Lago e successivamente in quello di Merna-Castagnevizza e di Comeno in Slovenia. Si suppone che questa valle sia stata in tempi preistorici l'alveo di un fiume, verosimilmente il Vipacco o l'Isonzo, data la loro vicinanza, che sfociava nel golfo di Trieste nei pressi dell'odierna Monfalcone. Si pensa che le acque di questi due fiumi percolino attraverso le cavità carsiche fino a raggiungere e alimentare il lago di Doberdò.
A est di Savogna emergono dalla pianura due grandi massi calcarei: sul più grande sorge la frazione di Peci, sul più piccolo la frazione di Rupa. 
Stretti tra il Vipacco e il Carso sono gli abitati di Gabria e di Rubbia, col suo castello.

## Origini del nome
Nella lingua slovena il nome di Savogna d'Isonzo (Sovodnje) significa "confluenza di acque": infatti, la località è situata nel punto in cui si congiungono i fiumi Isonzo e Vipacco. La maggioranza degli abitanti del comune appartiene alla comunità linguistica ed etnica slovena. Il nome compare per la prima volta come Zowodin in un urbario del Castello di Duino, a cui nel Duecento apparteneva il territorio di Savogna.

## Storia

### Età preistorica, protostorica e romana
Nella parte carsica del comune di Savogna d'Isonzo sono state individuate dagli speleologi tracce di vita umana preistorica; in particolare, la grotta della Scogliera e la grotta Pogriže, hanno restituito materiale dell'età del ferro e del bronzo (cocci di ceramica, ossa di animali, manufatti in selce). In epoche successive, sul territorio carsico vi erano diversi insediamenti, riferibile alla tipologia dei castellieri: il più grande e meglio conservato è quello del monte Brestovec, circondato da una duplice cinta difensiva, lunghe quella esterna 160 m, l'altra 75 m, e larghe rispettivamente 4-6 m e 2-3 m. Gli scavi, avviati da Carlo Marchesetti nell'Ottocento e poi ripresi nel 1972 sotto la supervisione dei Musei Provinciali di Gorizia hanno prodotto cocci, manufatti in selce vari, oggetti in arenaria, frammenti d'intonaci e cotto. Il sito fu abitato dal 1600 a.C. fino al 1300 a.C. circa. Due castellieri di epoca coeva o forse leggermente più tarda si trovano tra gli insediamenti di Gabria e Rubbia, e sono di dimensioni molto minori, un altro ancora sopra la località Gornji Vrh. Tutti questi siti, investigati intorno al 1960 da Ugo Furlani, subirono ingenti devastazioni dal fatto di trovarsi sul fronte della Prima guerra mondiale.
La parte carsica del territorio perse importanza in epoca romana, quando fu costruita la via romana che collegava Emona (Lubiana) con Aquileia, ed era una delle principali vie di comunicazione tra l'Italia e la pianura danubiana. Questa favorì il popolamento e il disboscamento della zona piana lungo il Vipacco e lsonzo. I segni di presenza romana sono numerosi nel territorio di Savogna e in quelli contermini. La strada romana procedeva da Aquileia verso Ad Undecimum, una mansio secondo gli studiosi nei pressi dell'odierna Gradisca d'Isonzo; di lì procedeva verso Farra d'Isonzo. Tra il paese di Mainizza in comune di Farra e Savogna i romani edificarono un ponte i cui resti si possono ancora notare nei periodi di secca del fiume.  Il ponte era in legno e calcarenite, pietra tipica delle pendici carsiche locali, quindi estratta a non più di cinque chilometri di distanza, ma i basamenti erano in conglomerato. Da Savogna la strada continuava verso Aidussina per poi, valicato il passo Ad Pirum (l'odierna Hrusica) raggiungere Lubiana. Diversi eserciti in entrata verso l'Italia percorsero questa via: particolarmente interessante è il caso di Massimino il Trace, che nel 238 volle impadronirsi del potere imperiale. Gli aquileiesi, impauriti dalla sua fama di comandante feroce e spietato, si spinsero addirittura a distruggere il ponte. Massimino, essendo il fiume nel periodo delle piene primaverili conseguenti allo scioglimento delle nevi, non poteva guadarlo. Ordinò quindi ai suoi soldati di requisire le botti ai contadini e grazie a quelle passò il fiume. Venne comunque ucciso dai suoi soldati, stanchi e delusi dal prolungarsi dell'assedio ad Aquileia.  Durante i sette secoli di dominazione romana, la zona fu intensamente romanizzata. Simon Rutar dà la notizia del ritrovamento di 7 tombe. A Farra furono rinvenute due arette votive, dedicate a divinità fluviali, e una, un certo centurione L. Barbius Montanus nel II o III secolo d.C. la dedicò specificatamente al dio Aesontius.  Un deposito di oggetti di ferro risalente al I secolo a.C. fu rinvenuto a Gabria nel 1889; i reperti furono donati all'Università di Vienna.

### Dal Medioevo al Cinquecento
Non è chiaro se il ponte fosse stato poi ricostruito; tuttavia indubitabile è che la vecchia via del Vipacco venne intensamente usata dalle popolazioni barbariche che entrarono in Italia, a partire da Teodorico con i suoi Ostrogoti, che secondo lo storico goriziano Gian Domenico Della Bona avrebbe qui affrontato e sconfitto Odoacre (ma nessun riscontro archeologico è finora emerso). La via fu probabilmente percorsa anche dai Longobardi. Questi, creando per due secoli un'entità statuale, il Ducato del Friuli, diedero alla zona una relativa stabilità, permettendo una certa fioritura, come testimoniano le numerose necropoli emerse nei territori contigui a Savogna.  È stato ipotizzato da alcuni studiosi essere al posto dell'odierno castello di Rubbia una postazione longobarda a difesa della via del Vipacco forse su una preesistente fortificazione romana. Sul finire del VI secolo d.C. gli Avari e gli Slavi fecero la loro comparsa, con terribili incursioni (tristemente memorabile quella del 610) ma probabilmente un loro insediamento stabile risale solo all'XI secolo. Infatti, quando nel 955 grazie alla battaglia di Lechfeld, si chiuse il sanguinoso cinquantennio delle pressoché annuali incursioni ungare, il patriarca Giovanni constatò che la pianura friulana e più in generale tutte le zone attraversate da quei feroci predoni erano desolate. Decise quindi di ripopolarle con coloni dalle Alpi Giulie, dove già nel VII secolo gli Slavi si erano stanziati. Sorse in quel periodo un gran numero di insediamenti, tra i quali Gorizia, e probabilmente anche il nucleo da cui si sarebbe sviluppata Savogna; questo ripopolamento è ricordato dall'abbondanza di toponimi senza dubbio slavi anche in aree molto lontane, quale Codroipo e il suo circondario. Il territorio di Savogna fu compreso, senza essere direttamente menzionato l'insediamento, in un diploma donativo del 1001 dove viene nominata Gorizia: vi si dice “il territorio tra Isonzo, Vipacco, Vertovino e il giogo delle Alpi” . Savogna viene menzionata invece nel 1200 in un urbario del Castello di Duino con il toponimo Zowodin. Vi si fanno i nomi di alcuni coloni: benché i nomi personali siano parametri non del tutto affidabili ad attribuire una nazionalità (che d'altro canto, all'epoca non aveva alcuna importanza), Zwetina e Mochor richiamano sicuramente un'origine slava, mentre Mensut parrebbe un nome neolatino, o più specificatamente friulano. Vi è poi un certo Martin difficilmente classificabile. Nel 1200 si legge in un altro urbario di un certo Radong “in vacua Peccach” , ovvero “nella desolata Peci”. Nel 1370, nell'elenco dei feudi della famiglia dei Riffembergo, si trovano menzionati tre coloni a Pegach: Niclaw, Roslein e Zobelsteiner. Il XV secolo fu funestato dalle incursioni dei Turchi, che tanto per cambiare scelsero spesso la via del Vipacco per entrare in Italia, tra le incursioni che si ricordano, quella del 1499, con Iskander Bey alla guida di 15 000 uomini. A differenza degli abitanti di zone montagnose, non c'erano fortezze dove ripararsi dagli attacchi spesso a sorpresa dei Turchi per le genti di pianura, se si eccettua no i paesi dotati di centa, tra cui non Savogna. Nel 1475 è ricordata una eccezionale invasione di cavallette. Nel 1500 con la morte del conte di Gorizia Leonardo senza eredi, anche il territorio di Savogna passa alla casa d'Austria. Nel 1523 si legge di alcuni interessanti documenti riguardanti le corvé in un urbario scritto in tedesco e riportato da Milko Kos: “Jurij lucifer, e gli altri alla fattoria, che ora è di Bruederle, sono tenuti a sfalciare e rastrellare un prato al posto della rabotta al Fabianen Hof a Gorizia“. In un altro documento si dice che gli abitanti di Savogna sono tenuti a portare la barca del castellano di Rubbia qualora volesse andare a pescare. E proprio il castello, la cui origine è ignota - probabilmente precedenti fortificazione longobarde e romana - fu fattore importante per la vita del territorio. Intorno al Quattrocento finì in mano alla famiglia Coronini che lo tenne poi diversi secoli. Nel 1563 vi soggiornò il predicatore protestante sloveno Primož Trubar, che predicò in tedesco, sloveno e italiano. Probabilmente nel XVI secolo sorse a Rubbia un mulino.
Nel 1927 il comune di Savogna d'Isonzo venne soppresso ed aggregato a quello di Merna.

## Monumenti e luoghi d'interesse
Sono presenti alcune interessanti testimonianze storiche, un castello di impronta rinascimentale, alcuni resti del XVI secolo delle chiese di Savogna e di Gabria, i ruderi del ponte romano sull'Isonzo. Non molto è sopravvissuto alle devastazioni della prima guerra mondiale; e sono proprio i camminamenti, le trincee, le zone sacre, soprattutto sul famoso monte San Michele, a costituire il motivo di maggior richiamo nel Comune.
- Castello di Rubbia
- Piazzetta di Gabria
- Chiesa di San Martino a Savogna
- Chiesa di San Nicolò a Gabria

## Società

### Evoluzione demografica

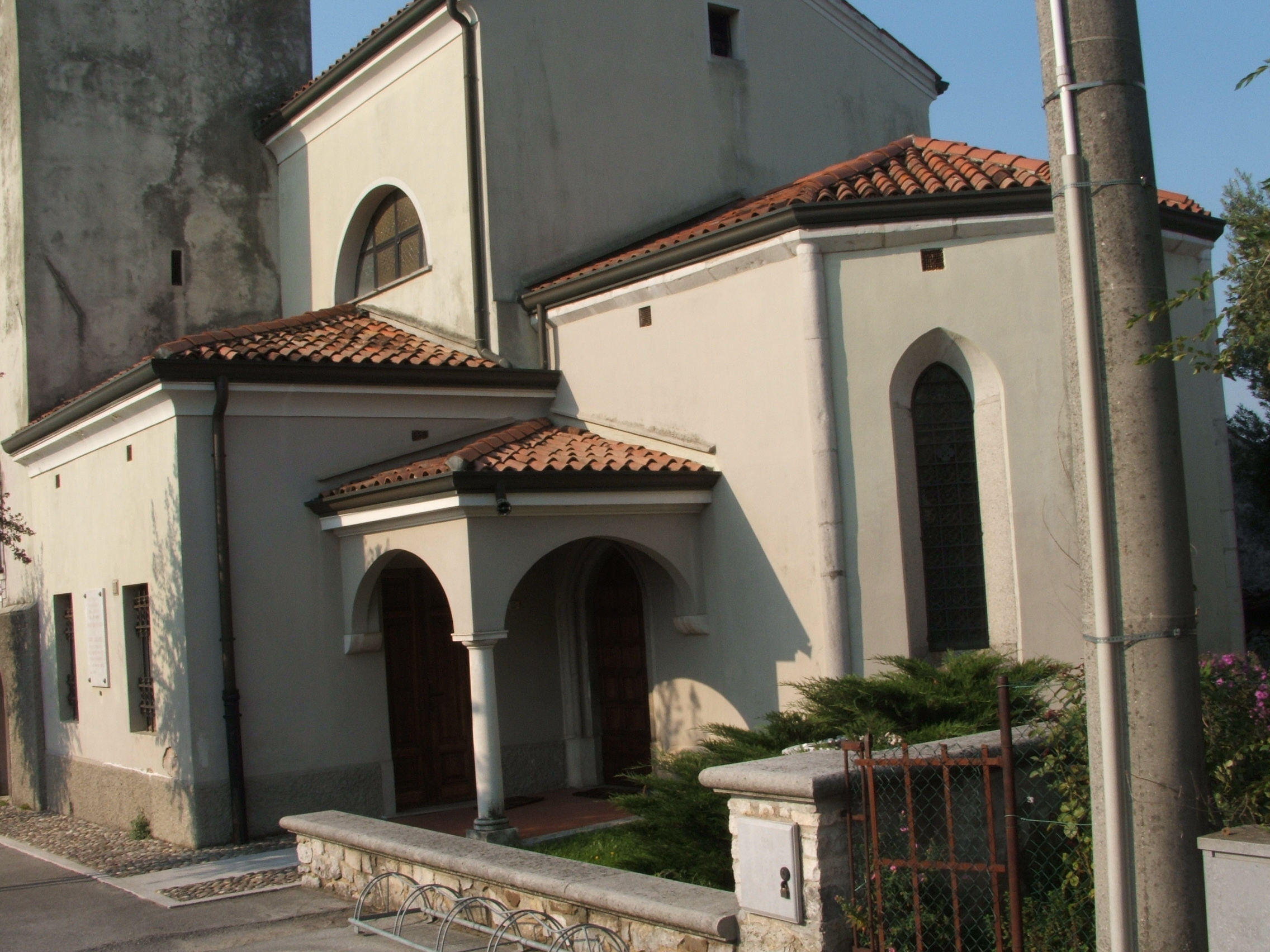
La parrocchiale di San Martino a Savogna

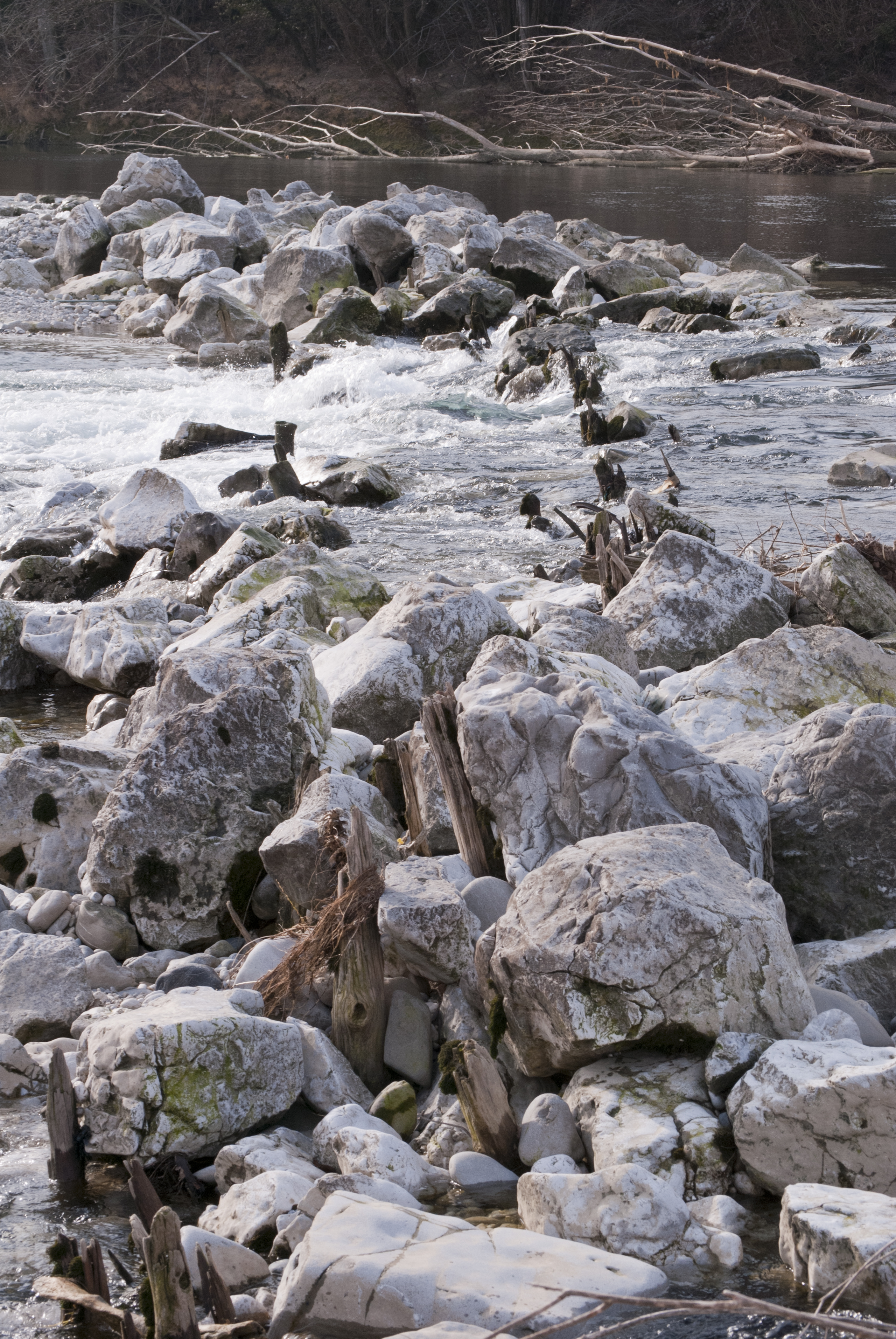
Le rovine del ponte romano che attraversava il fiume Isonzo.

Abitanti censiti

### Etnie e minoranze straniere
Al 31 dicembre 2023 gli stranieri residenti nel comune sono 121 e rappresentano il 7,1% della popolazione residente. La comunità straniera più numerosa è quella proveniente dalla Slovenia con il 58,7% di tutti gli stranieri presenti sul territorio, seguita dal Pakistan..

### Lingue e dialetti
A Savogna d'Isonzo, accanto alla lingua italiana, è ufficialmente tutelata la lingua slovena.

## Cultura

### Istruzione

#### Scuole
A Savogna d'Isonzo è presente una scuola primaria intitolata al poeta Peter Butkovič, nativo del luogo.

## Economia

### Settore primario
Benché il paese si sostentasse, un tempo, soprattutto di agricoltura, oggi tale settore ricopre un'importanza davvero minima; il fatto, oltretutto, che l'intero territorio comunale non sia connesso ad alcuna rete di irrigazione, diversamente dalla maggior parte della pianura isontina, preclude la possibilità di impiantarvi colture necessitanti di apporto idrico, sia erbacee (mais, frumento, ecc.) che arboree (frutticole). Va detto che questo fattore ha limitato il diffondersi dell'agricoltura intensiva con le relative problematiche, ed è quindi possibile avere un territorio di una migliore qualità ambientali (molti prati stabili con specie anche rare). L'unica coltura di una certa importanza è quella della vite, benché di aziende vitivinicole specializzate se ne conti una soltanto, situata nella parte carsica, in zona D.O.C. " Carso ".
Molti praticano l'attività agricola per integrare il reddito derivante da altre attività; ad esempio, vi sono nel territorio comunale diverse osmizze, locali dove per un breve periodo dell'anno viene servito il vino, accanto a qualche affettato, fino ad esaurimento. Presenti inoltre nel territorio un allevamento di bovine da latte, uno di suini e uno di avicoli per la produzione di uova. I boschi malgrado l'apprezzabile estensione non rivestono importanza economica, fatto salvo il beneficio paesaggistico ed ambientale ad essi collegato.

## Amministrazione

### Gemellaggi
- Škofja Loka